# Quintana de la Serena
Quintana de la Serena è un comune spagnolo di 5 087 abitanti situato nella comunità autonoma dell'Estremadura.